# Vice ispettore
Il vice ispettore è la qualifica iniziale del ruolo degli ispettori della Polizia di Stato, del Corpo di Polizia Penitenziaria e del Corpo Forestale dello Stato. Tale qualifica è gerarchicamente superiore al sovrintendente capo e subordinata all'ispettore. Il vice ispettore riveste la qualifica di agente di pubblica sicurezza e di ufficiale di polizia giudiziaria. Dal 1981 al 1995, tale qualifica non aveva equiparazione con le altre forze dell'ordine, essendo il ruolo Ispettori superiore a tutti i sottufficiali ed inferiore agli ufficiali.
Dal Maggio 1995, il ruolo ispettori, fu equiparato ai marescialli delle altre forze dell'Ordine, e quindi il vice ispettore, fu equiparato al grado di maresciallo.
L’accesso al ruolo degli ispettori 
avviene tramite:concorso per titoli ed esami per i posti disponibili per le vacanze di organico annuali in misura 60% (non inferiore al 50%); concorso pubblico per titoli ed esami con riserva di 1/6 per gli appartenenti al ruolo Sovrintendenti in misura non superiore al 50% (non inferiore al 40%); concorso interno per titoli ed esami riservato al personale con almeno 5 anni di servizio.
Il distintivo di qualifica del vice ispettore in uso fino al 2019 era costituito da un pentagono dorato per il personale della Polizia di Stato e del Corpo Forestale dello Stato, argentato per il personale della Polizia Penitenziaria. Dal 2019 il distintivo di qualifica di vice ispettore della Polizia di Stato è composto da un pentagono ed un'aquila dorati.

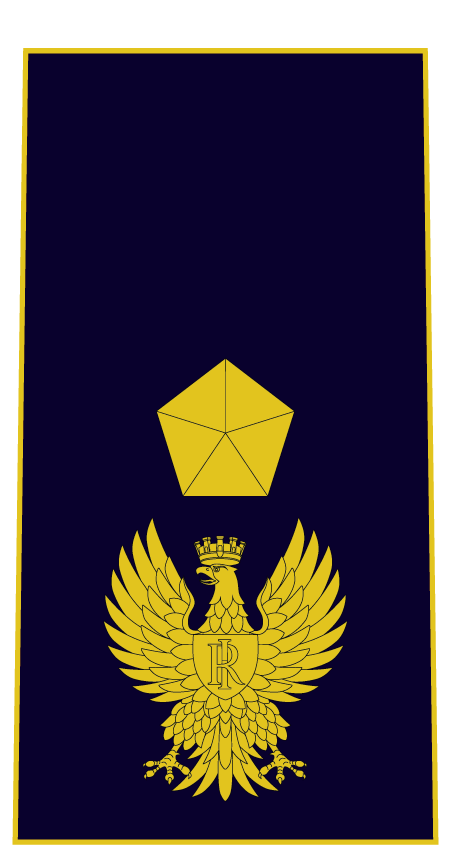
Distintivo di qualifica per controspallina di vice ispettore della Polizia di Stato
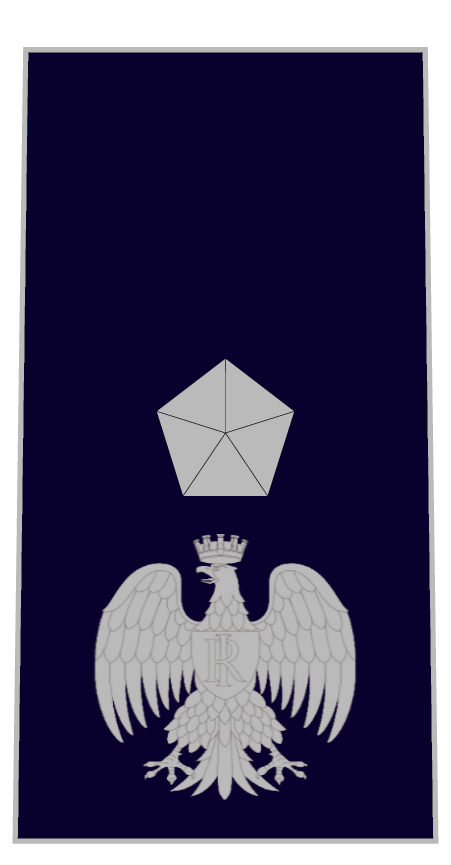
Distintivo di qualifica per controspallina di vice ispettore della Polizia Penitenziaria

## Comparazione con i gradi delle forze armate italiane

L'insegna per controspallina di maresciallo dell'Esercito Italiano
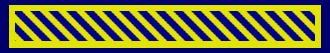
L'insegna di maresciallo di terza classe dell'Aeronautica Militare
Il distintivo per spalla di capo di terza classe della Marina Militare
L'insegna per controspallina di maresciallo dell'Arma dei Carabinieri

## Comparazione con i gradi dei corpi ad ordinamento militare

Distintivo di grado per controspallina di maresciallo della Guardia di Finanza
Distintivo di grado per controspallina di maresciallo del Corpo militare volontario della Croce Rossa Italiana